# James Barry Munnik Hertzog
James Barry Munnik Hertzog, južnoafriški general in politik, * 3. april 1866, † 21. november 1942.
Med letoma 1924 in 1939 je bil predsednik vlade Republike Južne Afrike.